# Caesar III
Caesar III este un joc video dezvoltat de Impressions Games și publicat de Sierra Entertainment. Este al treilea joc din seria Caesar, parte a seriei extinse City Building Series publicate de Sierra. A fost lansat în octombrie 1998.

## Descriere
Orașele din Caesar III încearcă să reflecte cu acuratețe viață cotidiană a cetățenilor romani - plebea săracă locuiește în corturi și barăci, în timp ce cei mai bogați patricieni locuiesc în vile somptuoase. Alimente de bază includ grâul, fructe, legume, carne de porc, de asemenea vinul este necesar pentru unele festivaluri și în dezvoltarea caselor. Cetățenii se plimbă pe străzi, în veșminte diferite și-și pot spune numele lor jucătorului precum și sentimentele lor legate de dezvoltarea orașului.
Orașul este prezentat într-o vizualizare izometrică în două dimensiuni, cu un nivel de mărire fix, putând fi rotit cu nouăzeci de grade.
Accesul la servicii, cum ar fi bunurile de piață, divertisment, igienă, educație sau fiscalitate sunt reprezentate prin drumeți - oamenii care se plimbă prin oraș, acestea sunt persoane trimise din clădirile lor ca să patruleze pe străzi. Orice casă pe lângă care trece un drumeț este considerată ca având acces la serviciile clădirii din care a plecat drumețul respectiv. Toate mișcările de bunuri și suprafața acoperită de drumeți sunt reflectate cu exactitate de către cetățenii care merg pe jos pe străzi: jucătorul poate vedea creșterea culturilor din ferme și atunci când recolta este gata un muncitor va împinge un cărucior plin de la fermă către un depozit din apropiere sau grânar; apoi se va întoarce la fermă cu un coș gol.
Luptele sunt date prin trimiterea unor legiuni să mărșăluiască spre inamic, apoi se pot aranja într-o anumită formație. După aceea soldații intră în luptă. Cu sulițașii se poate ataca de la distanță și apoi pot fi retrași în spatele altor legiuni.
Nu există nici o editare topografică în joc în afară de eliminarea permanentă a copacilor pentru a goli terenuri necesare pentru construcții.
Scurte clipuri video sunt prezentate pentru diferite evenimente importante, cum ar fi incendii sau boli în oraș, mesaje de la împăratul roman sau festivaluri religioase.
Un manual însoțește jocul Caesar III, deși există unele discrepanțe minore de joc în unele ediții.
Comparativ cu alte jocuri de strategie stabilite în antichitate, Caesar III se concentrează mai mult pe construcția orașului decât pe lupte, deși invadatorii vor ataca uneori orașul jucătorului. Există două moduri de a juca acest joc: în Mod Misiune care este echivalentul unei "campanii tipice" din alte jocuri de strategie; și în Mod Constructor în care jucătorul joacă un scenariu de la zero.

## Misiuni
În modul de joc Misiuni jucătorul pornește de la rangul de Cetățean. De fiecare dată când îndeplinește obiectivele misiunii, jucătorul este avansat un rang, până când în cele din urmă devine împărat și termină jocul. După ce termină primele două misiuni, jucătorul are de ales viitoarea misiune între două orașe, o misiune care se concentrează pe activități militare, cealaltă misiune cerând o dezvoltare avansată.  
| Misiuni     | Misiuni             | Misiuni          |
| Rang social | Așezare pașnică     | Zonă de conflict |
| ----------- | ------------------- | ---------------- |
| Cetățean    | Localitate nenumită | n/a              |
| Clerk       | Brundisium          | n/a              |
| Inginer     | Capua               | Tarentum         |
| Arhitect    | Tarraco             | Syracusae        |
| Chestor     | Miletus             | Mediolanum       |
| Procurator  | Lugdunum            | Carthago         |
| Edil        | Tarsus              | Tingis           |
| Praetor     | Valentia            | Lutetia          |
| Consul      | Caesarea            | Damascus         |
| Proconsul   | Londinium           | Sarmizegetusa    |
| Caesar      | Massilia            | Lindum           |

Pentru terminarea unei misiuni trebuiesc îndeplinite obiectivele din cinci categorii: Populație, Prosperitate, Cultură, Pace și Favorul împăratului.
Populația reprezintă numărul de locuitori din oraș. Imigranții sosesc în oraș dacă sunt suficeinte locuri de locuit și de muncă, dacă provincia nu este atacată de inamici, dacă populația este fericită etc. Dacă Roma plătește munca mai mult decât orașul jucătorului sau șomajul este prea mare, atunci imigranții nu mai sosesc în oraș. 
Prosperitatea este cel mai greu obiectiv de îndeplinit. Ea reflectă bogăția cetățenilor și se măsoară prin calitatea caselor acestora și prin obținerea unui profit pozitiv al orașului. De aceea, orașul trebuie să producă și să vândă diverse bunuri.  
Cultura se măsoară prin nivelul educației, a distracției și a numărului de temple din oraș. Pentru a crește cultura trebuie ca majoritatea locuințelor să aibă acces la școli, biblioteci, academii, temple, amfiteatre etc. 
Pacea crește cu fiecare an în care nu sunt revolte sau atacuri inamice ale unor legiuni sau triburi barbare.  
Favorul împăratului reprezintă sentimentele împăratului față de jucător și de felul în care acesta se ocupă de oraș. La început scade în fiecare an și continuă să scadă dacă fondul orașului este negativ, dacă jucătorul are slabe performanțe sau dacă își plătește singur un salariu mai mare decât cel cuvenit rangului său. Favorul poate crește puțin și prin trimiterea unor cadouri către împărat plătite din salariul personal al jucătorului (salariu care poate fi trimis și către fondul orașului). 
Consilierii orașului fac sugestii pentru a ajuta la atingerea acestor evaluări.

## City Construction Kit
City Construction Kit este un mod de joc fără obiective specifice; jucătorul alege un oraș dintr-o listă și-l dezvoltă cât timp dorește. Sunt disponibile câteva orașe noi, printre care Narbo, Toletum, Corinthus, precum și versiuni diferite ale orașelor Mediolanum și Caesarea. În unele din ele jucătorul are de înfruntat invadatori cum ar fi iberienii. 

## Editor
La câțiva ani de la lansarea jocului, Sierra a lansat un editor de misiuni și hărți disponibil pe site-ul lor. Editorul le permite jucătorilor să realizeze propriile lor scenarii de joc, de asemenea pot alege noi invadatori (cum ar fi hunii, seleucizii, macedonienii și evreii), clădirile disponibile și orice altceva care poate apărea pe hartă. Pagina oficială cu editorul nu mai este disponibilă la Sierra, dar este disponibilă pentru descărcare la GameSpot.

## Locuințe

Imagine din joc

Casele sunt clădirile în care trăiesc cetățenii romani. În primul rând jucătorul desemnează parcelele pentru viitoarele case. Dacă condițiile din oraș sunt rezonabile, vor apărea imigranți care se vor muta într-un cort pe terenul marcat de jucător.
Atunci când un imigrant locuiește în cortul său, el devine un plebeu și începe să lucreze în diferite locuri cum ar fi ferme, prefecturi, piețe, școli, biblioteci, clinici etc.
Primul serviciu care trebuie să fie furnizat unei locuințe este apa. Odată ce are apă un cort mic va evolua într-un cort mai mare, în care vor locui mai mulți și va genera mai mulți dinari. Curând cei din cort vor cere mâncare, acces la religie, divertisment, educație, ceramică, etc, și, în caz că le sunt oferite, casa evoluează la niveluri mai ridicate. Marea Insulae este cel mai înalt nivel al locuințelor pentru plebe. Dacă sunt asigurate mai multe bunuri și servicii, aceste case vor evolua în locuințe de patricieni, ai cărui locuitori nu lucrează (dar contribuie mai mult la veniturile fiscale ale orașului). Nivelul final este un palat de lux, dar care este dificil de realizat, deoarece trebuiesc îndeplinite cerințe exigente.
Evoluția caselor este următoare:
- Corturi (Tents): locuințe de bază, foarte predispuse la incendii. Corturile mari au nevoie de o sursă de apă.

- Barăci (Shacks): este nevoie de mâncarea oferită de o piață.

- Bordeie (Hovels): necesită acces la templu.

- Casas: Cele mici necesită doar alimentare, educația de bază, acces la fântână și divertisment de bază. Cele mari necesită ceramică și acces la dușuri.

- Insulae: Cele medii necesită mobilier, iar cele largi ulei. Cele largi au nevoie de cel puțin o parcelă de teren 2x2 pentru a se extinde. Cele mai mari necesită accesul la o bibliotecă, școală, frizer, doctor, două tipuri de produse alimentare și acces la două clădiri de divertisment superior.

- Vile și palate (Villas & Palaces): vilele mici necesită vin și acces la templele a 2 zei diferiți. Vilele largi se vor extinde pe parcele 3x3. Cele mai mari necesită accesul la un spital, academie și la templele a 3 zei diferiți. Vilele mari se vor extinde pe parcele 4x4.

Necesitățile neîndeplinite pot împiedica o casă să evolueze. Pentru a evolua, o casă trebuie să aibă acces la mai multe servicii. Trebuiesc calculate clădirile din apropiere, de exemplu un rezervor este un vecin nedorit în timp ce un templu este un vecin dorit. 
Prosperitatea se bazează în mare parte pe calitatea generală a caselor -un oraș cu o populație mare de corturi și barăci este considerat mai puțin prosper decât un oraș cu dimensiuni egale dar cu mai multe locuințe de lux.

## Armata
Jocul se concentrează mai mult pe construcția clădirilor unui oraș decât pe aspectele militare, dar în joc se dau unele lupte, chiar și în unele dintre misiunile considerate "pașnice".
Inamicii de la cei mai slabi la cei mai puternici sunt:
- Etruscii: în orașele Tarentum și Valentia
- Grecii: Syracusae și Miletus
- Soldații Pergamumului: Tarsus
- Egiptenii: Damascus
- Numidienii: Tingis și Caesarea
- Galii: Lutetia și Massilia
- Dacii: Sarmizegetusa
- Celții: Londinium și Lindum
- Cartaginezii: Mediolanum și Carthago
- Caesar: Toate orașele (Caesar atacă numai dacă jucătorul îl supără și nu-și plătește dările către Roma, cu alte cuvinte dacă Favorul împăratului este scăzut sau zero) Prima dată atacă cu 2 legiuni care sunt foarte puternice. Dacă este învins atacă din nou cu 6-8 legiuni. Atacurile vor continua până când favorul jucătorului va fi peste 35.

(Orașul nenumit, Brundisium, Capua, Tarraco și Lugdunum nu sunt atacate niciodată.)
Câteodată apar revolte populare, pot fi furați și dinari, răsculații putând fi uciși ușor, dar nu există niciun avertisment înainte de aceste revolte. 
Pentru apărarea orașului se pot construi ziduri, turnuri cu baliste, forturi și case de soldați. Soldații care pot fi antrenați sunt legionarii (necesită arme), auxiliari (sulițași și cavalerie).

## Religie
Există cinci zei romani pentru care trebuiesc construite temple, oracole și organizate periodic festivaluri în cinstea unui zeu anume. Aceștia sunt Marte, zeul războiului, Venus, zeița iubirii, Mercur, zeul comerțului, Ceres, zeița recoltei și Neptun, zeul mării.
Acești zei vor fi nemulțumiți dacă nu au suficiente temple dedicate acestora sau dacă nu beneficiază de un tratament egal cu al celorlalți zei. Dacă un anumit zeu este mulțumit, orașul poate primi o binecuvântare (de exemplu, binecuvântarea lui Ceres face ca toate culturile să crească mai repede într-o perioadă scurtă de timp), dar dacă zeul este nemulțumit, jucătorul trebuie să fie pregătit pentru o pedeapsă (de exemplu, mânia lui Ceres face ca toate culturile să înceteze să crească pentru o perioadă scurtă de timp). Cu toate acestea, jucătorul are opțiunea de a opri sau de a activa efectele zeilor.

## Comerț
În plus față de beneficiul cetățenilor, mărfurile sunt o sursă valoroasă de venituri și pot fi stabilite rute comerciale cu orașele învecinate, fie pe cale terestră sau maritimă. Resursele disponibile depind de loc și pot fi grâu, legume, fructe, struguri (folosit doar pentru producerea vinului), măsline, carne, pește, lemn, lut, fier și marmură. Ateliere de lucru pot fi construite pentru a procesa strugurii în vin, măslinele în ulei, cheresteaua în mobilă, ceramica în lut și fierul în arme. Vânzarea produselor manufacturate este adesea mult mai profitabilă decât vânzarea materiilor prime (în afară de marmură), dar durează mai mult pentru a fi produse.

## Divertisment
Cu cât orașul devine mai prosper, cu atât cetățenii săi vor cere mai mult divertisment. Se pot construi clădiri ca: teatru, amfiteatru, Colosseum sau hipodrom. Coloniile de actori, școlile de gladiatori, casele cu lei și cele care produc care de curse vor oferi personalul calificat pentru industria divertismentului.

## Provocări
Există mai multe provocări în joc, dacă jucătorul nu reușește să le răspundă în mod eficient, pot apărea întârzieri în atingerea obiectivelor sau pot duce chiar la o înfrângere categorică:
- Infrastructură ineficientă
- Imposibilitatea de a echilibra bugetul
- Incapabilitatea de a apăra granițele
- Neatenția acordată cetățenilor
- Priorități incorecte
- Pedepsele zeilor
- Probleme de sănătate
- Provocări ale băștinașilor
- Lupii
- Totul este conectat:  Multe probleme din joc au efecte secundare, care pot amplifica foarte mult impactul lor dacă nu sunt reparate rapid. De exemplu, scăderea forței de muncă poate duce la lipsuri în serviciile esențiale, cum ar fi lipsa patrulelor prefecților, care vor provoca incendii care vor distruge locuințe care va declanșa un deficit de muncă suplimentară - un cerc vicios, cel mai bine fiind ca problema să fie corectată devreme. Dacă măriți impozitele pentru a compensa micșorarea veniturilor din comerț, se poate înrăutăți starea de spirit a cetățenilor și revoltele ar putea distruge un apeduct vital, dar cheltuielile mari vă pot forța să săriți peste organizarea unor festivaluri, suportând astfel mânia zeilor. Oprirea importurilor pentru a vă crește veniturile ar putea să vă lase fără acces la armele cerute de Cezar sau necesare legiunilor tale. Marea provocare a jocului este faptul că cele mai multe dintre problemele care apar sunt ca urmare a alegerilor făcute de jucător.